# Втрати 4-ї окремої танкової бригади
У статті описано обставини загибелі бійців 4-ї окремої важкої механізованої бригади.

## Обставини втрат

### 2022
1. 04 травня 2022 року в районі населеного пункту Протопопівка, Ізюмського району, Харківської області загинув Тараненко Юрій Анатолійович 1995 р.н., ст. солдат, водій інженерно-саперного відділення інженерно-саперного взводу інженерно-саперної роти 4 ОТБр. Нагороджений Орден «За мужність» ІІІ ступеню посмертно[1].
2. 5 червня; лейтенант Бобрицький Павло Сергійович

### 2023
1. 14 січня 2023 року в районі населеного пункту Бахмут, Донецької області загинув Сіреджук Віталій Петрович, молодший сержант, санітарний інструктор медичного пункту[2].
2. 19 березня 2023 - Зінчук Олександр Васильович, молодший сержант. Загинув в с. Дмитрівка, Харківська область[3].
3. 8 квітня 2023 загинув герой Олександр Юрченко
4. 14 травня 2023 — Сушик Олександр («Сова»). 55 років, с. Замости Волинської області. Похований в селі Мишів на Волині[4].
5. 19 квітня 2023 — молодший сержант Пітчук Іван Іванович
6. 20 травня 2023 — Юдицький Андрій Володимирович 1985, с. Лісконоги, Новгород-Сіверська громада. Загинув в бою поблизу містечка Часів Яр на Донеччині[5].
7. 21 травня 2023 — Гапонюк Микола Григорович. 48 років, с. Велимче, Велимченська громада. Загинув в  результаті ворожого обстрілу в районі Берхівського водосховища Донецької області[6]
8. 21 травня 2023 — Садчук Денис. 30 років, с. Біляївка. Загинув під Куп'янськом на Харківщині внаслідок потрапляння ракети в танк в якому він знаходився[7]

### 2024
1. 31 січня 2024 — Тарак Дмитро 1994 р.н., солдат, старший сапер інженерно-саперного відділення. Загинув при виконанні бойового завдання з встановлення протитанкового мінного загородження в районі населеного пункту Іванівка — Степова Новоселівка, Куп'янського району, Харківської області. Нагороджений Орден «За мужність» ІІІ Ступеню посмертно[8].
2. 31 січня 2024 — Володимир Миколінко 1994 р.н., солдат, сапер інженерно-саперного відділення. Загинув при виконанні бойового завдання з встановлення протитанкового мінного загородження в районі населеного пункту Іванівка — Степова Новоселівка, Куп'янського району, Харківської області. Нагороджений Орден «За мужність» ІІІ Ступеню посмертно[8].
3. 18 серпня 2024 — Максимів Андрій, старший солдат, старший водій розвідувального взводу 2 стрілецького батальйону. Загинув поблизу населеного пункту Невське, Луганська область[9].
4. 21 серпня 2024 — Мельничук Андрій. 4 січня 1975, селище Романів Житомирської області. Загинув під час зіткнення із ворогом поблизу селища Нове Лиманської міської територіальної громади[10].
5. 26 жовтня 2024 - Руденко Віктор Петрович, солдат-гранатометник. Загинув  року під час бою в н.п. Степова Новоселівка Харківської області[11].